# Dietmar Arends
Dietmar Arends (* 19. Januar 1963 in Bad Godesberg) ist ein deutscher evangelisch-reformierter Pfarrer und seit dem März 2014 Landessuperintendent der Lippischen Landeskirche mit Sitz in Detmold.

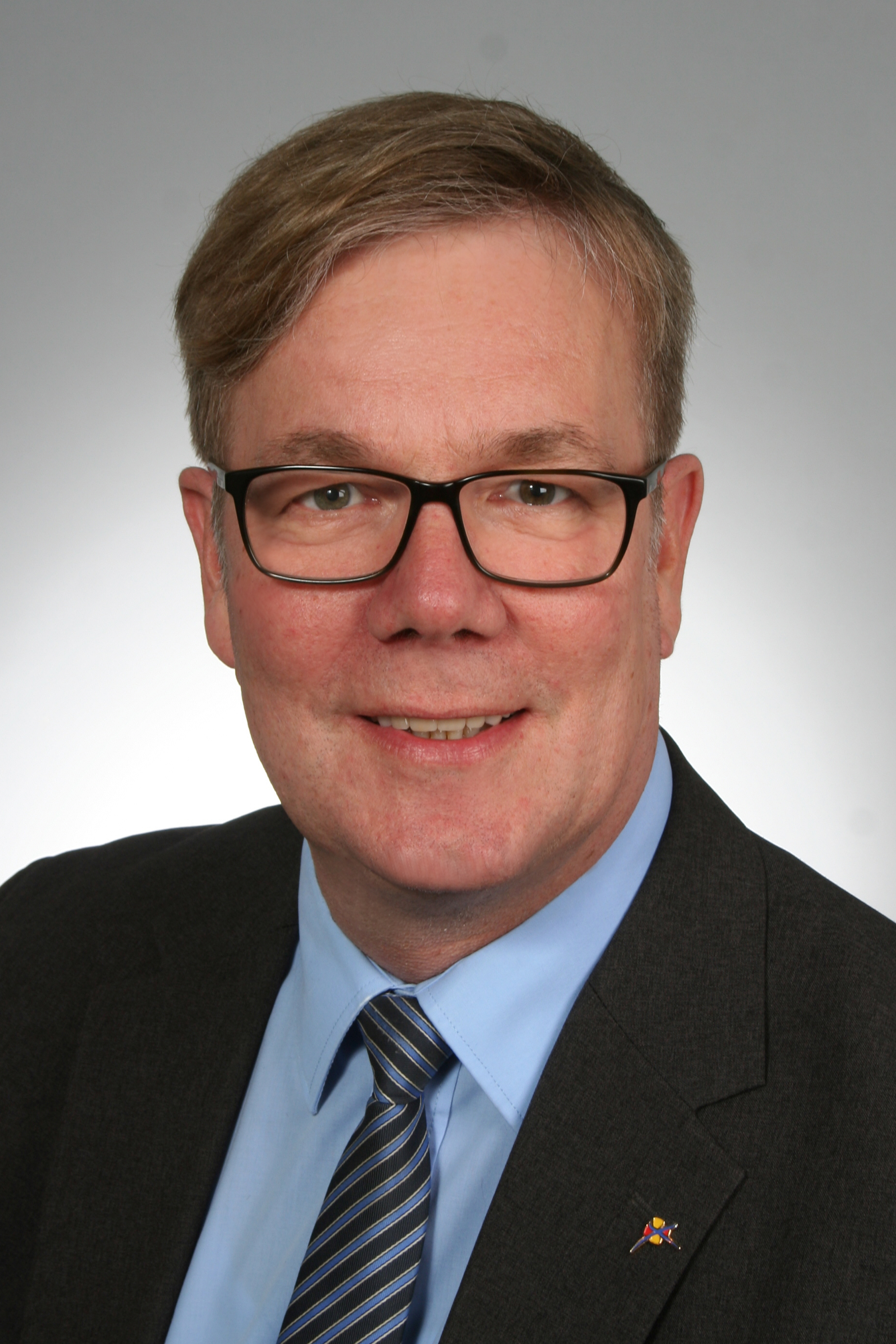
Dietmar Arends, 2017

## Leben
Arends studierte nach dem Abitur in Bad Bentheim evangelische Theologie in Münster, Tübingen und Wuppertal. Nach dem ersten theologischen Examen absolvierte er das Vikariat in Ostfriesland und war nach seiner Ordination von 1997 bis 2008 Pfarrer in Leer (Ostfriesland). 2001 übernahm er den Vorsitz des Diakonischen Werks der Evangelisch-reformierten Kirche (Landeskirche) in Leer. Ab 2008 war er Pastor für Diakonie und Ökumene dieser Landeskirche. Im Juni 2013 wurde er an die Spitze der Norddeutschen Mission gewählt. 
Am 25. November 2013 wählte ihn die Synode der Lippischen Landeskirche mit 39 von 51 Stimmen im ersten Wahlgang zu ihrem Landessuperintendenten und damit zu ihrem leitenden Geistlichen. Er trat sein neues Amt zum 1. März 2014 an, am 4. Mai 2014 folgte die Amtseinführung. Damit ist er der 33. lippische Landessuperintendent (bzw. Generalsuperintendent) seit der Reformationszeit und der siebte der Nachkriegszeit.
Im Oktober 2018 wurde Arends zum Vorstandsvorsitzenden des Evangelischen Missionswerkes in Deutschland gewählt. Er gehört dem Vorstand der Norddeutsche Mission an.